# Geum sylvaticum
Geum sylvaticum är en rosväxtart som beskrevs av Pierre André Pourret de Figeac. Geum sylvaticum ingår i släktet nejlikrotsläktet, och familjen rosväxter. Inga underarter finns listade i Catalogue of Life.

## Bildgalleri

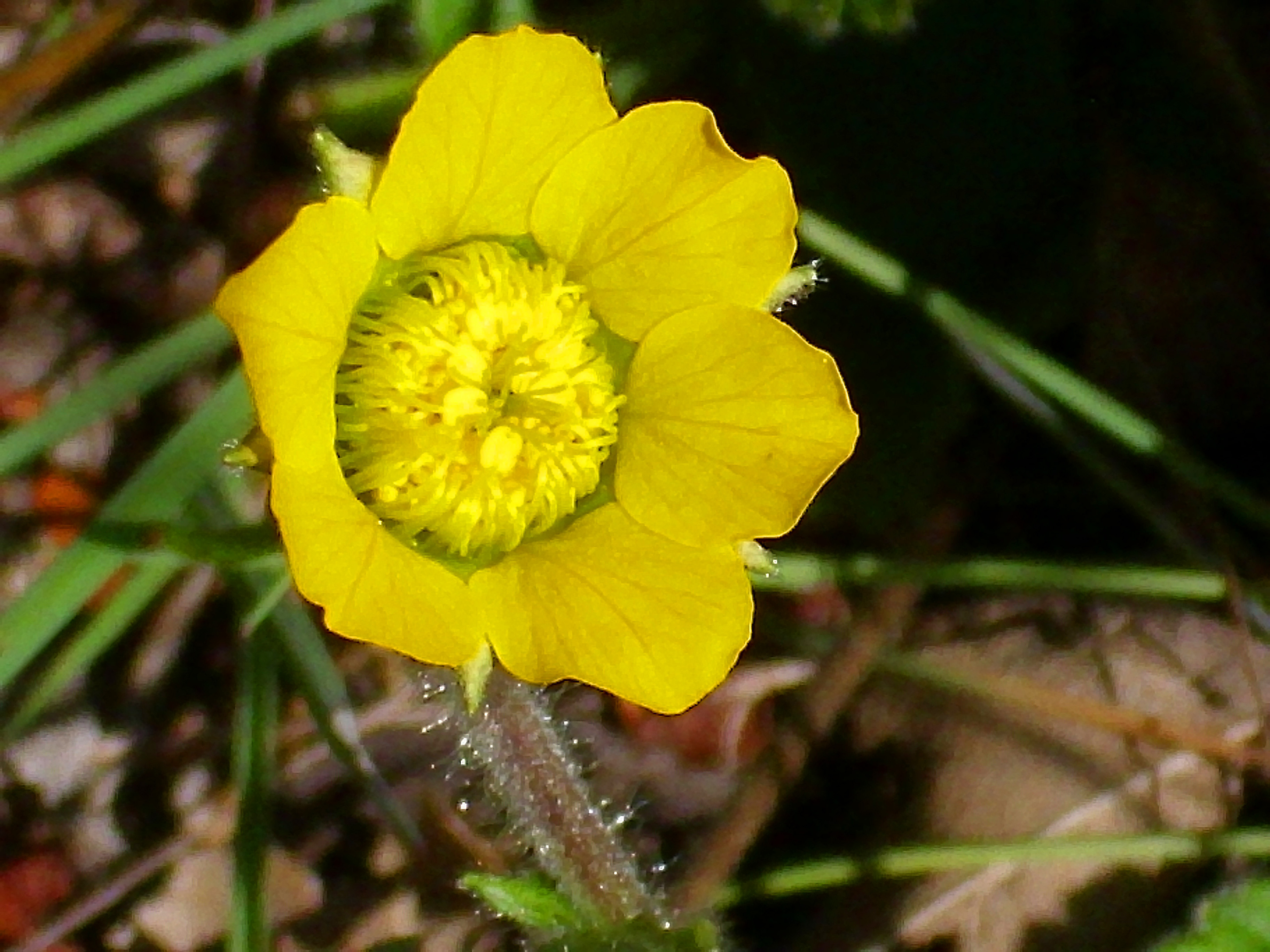
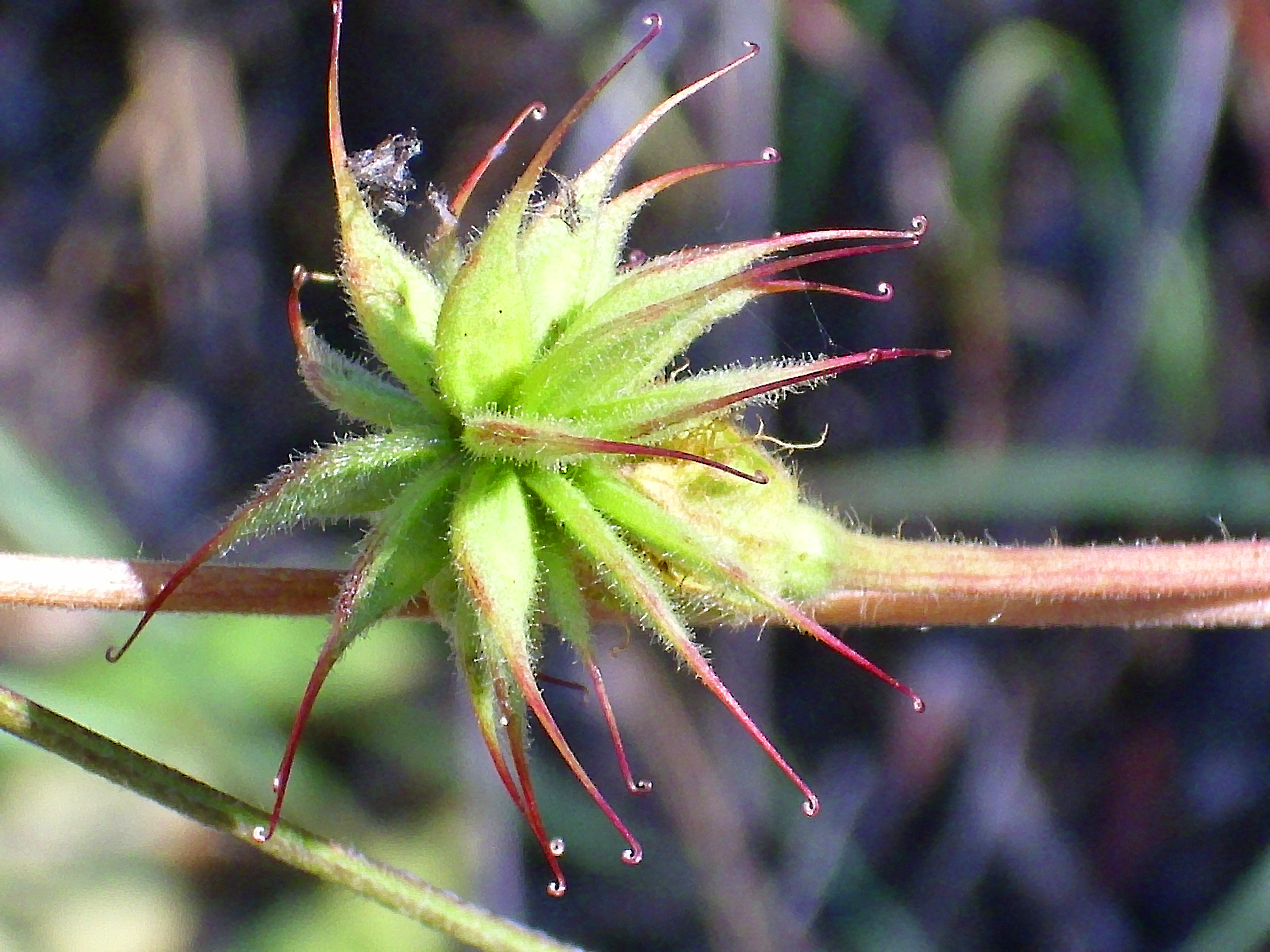
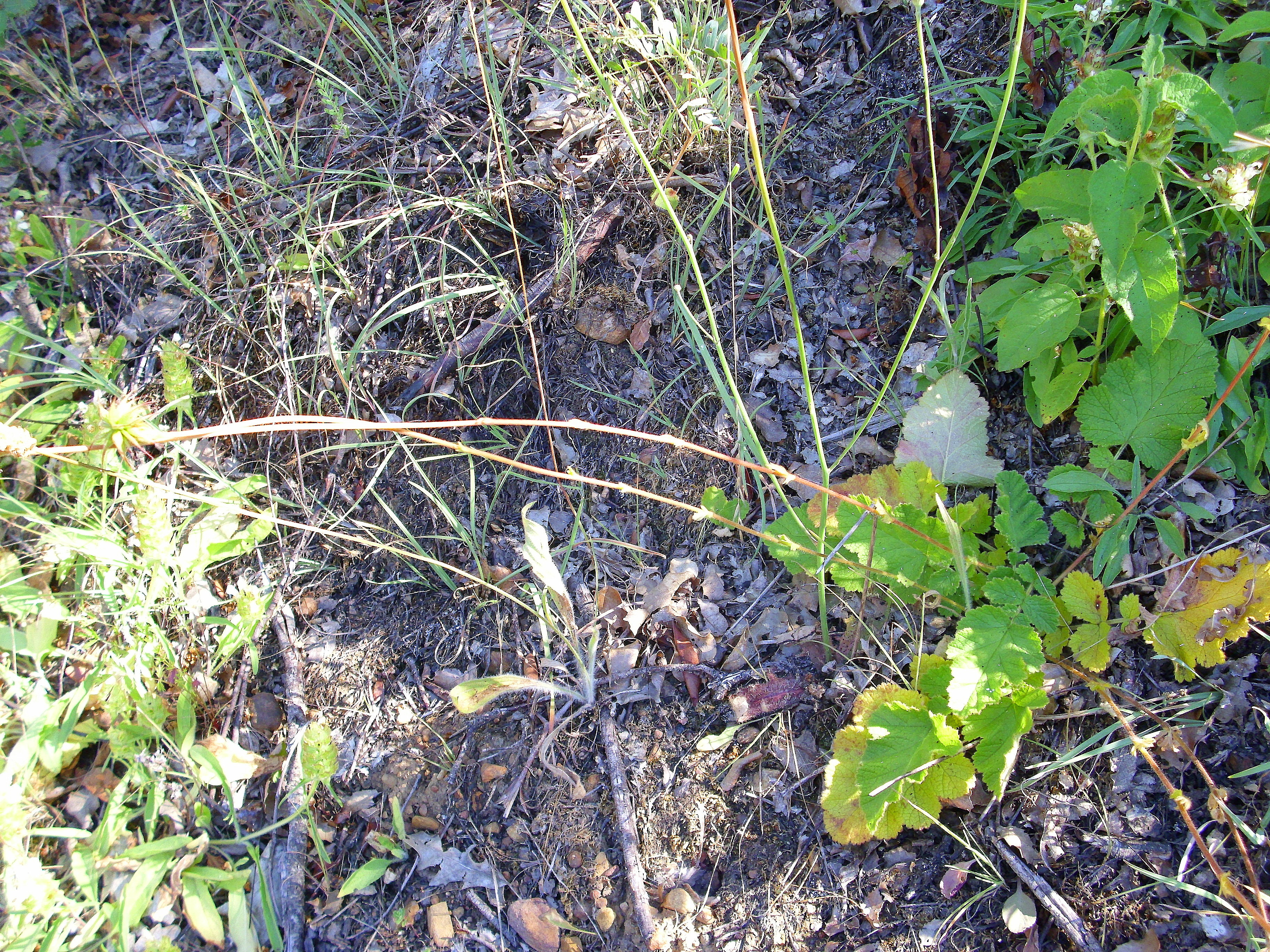
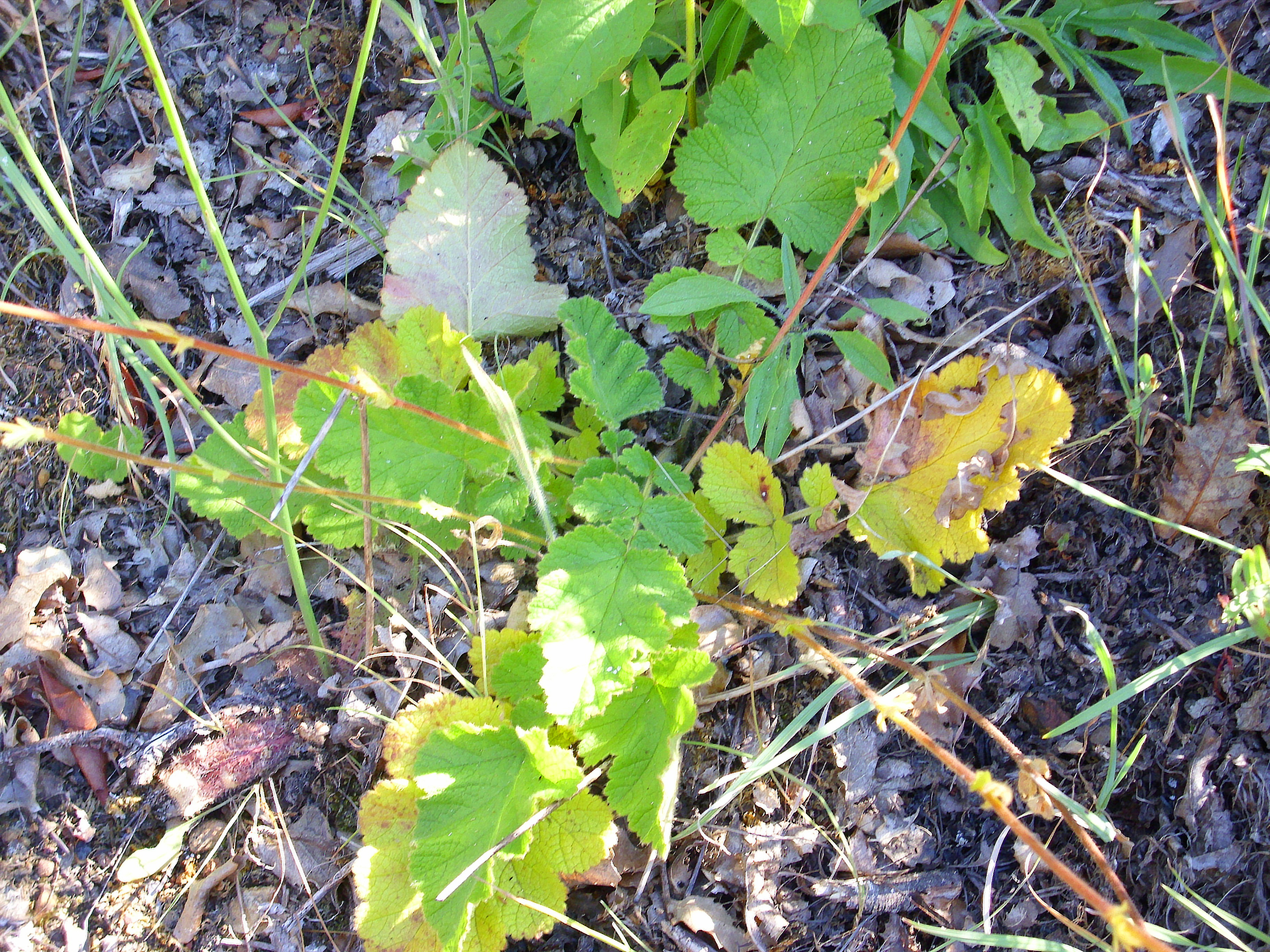